# Het was een bar brakkige nacht
Het was een bar brakkige nacht is een hoorspel van Klaas Smelik. De VARA zond het uit op zaterdag 23 november 1940, van 10:50 uur tot 11:30 uur. De harmonica werd bespeeld door Jan Vogel. De regisseur was S. de Vries jr..

## Rolbezetting
- Elias van Praag (De Taaie)
- Felix Bekkers (Piet, z’n kleinzoon, & de kapitein van het schip in nood)
- Piet te Nuyl sr. (de kapitein & Jan)
- Jan Lemaire sr. (de stuurman & Freek)
- Albert van Dalsum (een man)
- Eva Beck (een vrouw)
- Daan van Ollefen (Kabbie)
- Johan Fiolet (Reusie)
- Rob Geraerds (Mosselenslokker)
- Huib Orizand (de gedelegeerde van de scheepvaartmaatschappij)

## Inhoud
Ter inleiding wordt ons meegedeeld: “Dit is een verhaal van de zee, van de zee en de mensen die leven aan de kusten van het kleine land dat eens in felle taaiheid ontworsteld werd aan diezelfde zee. Het is een verhaal van Nederlands zeevolk aan de Nederlandse kust...” Het is een drama over een koopvaardijschip dat op zee vergaat in een stormachtige nacht. Bewoners uit een naburig dorp trachten met een reddingboot de opvarenden te redden. De vader van de kapitein van het schip in nood, Mosselenslokker genaamd, tracht zijn zoon te bewegen het zinkende schip te verlaten, maar de zoon weigert. Tijdens de begrafenis van de kapitein spreekt een gedelegeerde van de scheepvaartmaatschappij over het heldhaftige Nederlandse volk en van het "vaderland zo groot, Nederland tot in alle eeuwen, dat het zo blijve..."